# Shlomo Venezia
Shlomo Venezia (n. en Salónica, Grecia, el 29 de diciembre de 1923 - 1 de octubre de 2012) fue un escritor italiano de origen sefardí, que en sus libros ha dado su testimonio como prisionero  sonderkommando en los campos de concentración del ejército alemán.

## Biografía
Descendiente de las familias judías expulsadas de España en 1492 por los Reyes Católicos, la del autor tomó su apellido por haberse instalado en la ciudad italiana de Venecia. Sus padres eran pobres y vivían en chabolas de hojalata. Su padre murió cuando él tenía once años. Aunque su hermano tuvo la suerte de conseguir una beca para estudiar en Italia, en 1938 tuvo que regresar debido a las leyes raciales de Mussolini.
En abril de 1943, antes de haber cumplido veinte años, Shlomo fue deportado al campo de concentración de Auschwitz-Birkenau. Durante la prisión se le obligó a trabajar en los sonderkommando, o unidades especiales, que eran los equipos compuestos por prisioneros encargados de la expoliación y cremación de los cuerpos de otros prisioneros asesinados con el gas Zyklon B. 
Esos equipos eran a su vez regularmente exterminados con el fin de mantener en secreto las características de la "solución final", es decir la persecución y extermino del pueblo judío.
Conoció a Primo Levi, autor de Si esto es un hombre, con quien coincide al considerar que la instrumentalización a la que fueron sometidos los sonderkommando por parte de los nazis fue criminal. Sin embargo, disiente cuando Levi los llama "cuervos negros", afirmando que sus posibilidades de escapar de los campos de concentración eran muy bajas, y la muerte la única alternativa a la obediencia. Solamente hubo unos setenta sobrevivientes; Venezia fue uno de los que más longevos, en 2010 quedaban menos de una docena de ellos en todo el mundo. Según su testimonio, la razón de su supervivencia fue el desorden que se vivió en el crematorio del campo, a donde los llevaron los jefes nazis. De allí, con suerte y discreción pudo escapar junto a otros sonderkommando.
En 1992 decidió contar su testimonio al percibir el ascenso del antisemitismo en Italia. En 2007 publicó Sonderkommando Auschwitz, donde recoge su testimonio en el campo de concentración. El libro se ha traducido a veinte lenguas, entre ellas el español.